# Plexippus seladonicus
Plexippus seladonicus là một loài nhện trong họ Salticidae.
Loài này thuộc chi Plexippus. Plexippus seladonicus được Carl Ludwig Koch miêu tả năm 1846.